# Kampioenschap van Vlaanderen
Kampioenschap van Vlaanderen eller Koolskamp Koerse er et belgisk endagsløb i landevejscykling som arrangeres hvert år i september. Løbet er blevet arrangeret siden 1908. Løbet er af UCI klassificeret med 1.1 og er en del af UCI Europe Tour.

## Vindere
| År                        | Vinder                  | Toer                      | Treer                  |
| ------------------------- | ----------------------- | ------------------------- | ---------------------- |
| 1908                      | Robert Wancour          | Firmin Lambot             | Louis Coolsaet         |
| 1909                      | Robert Wancour          | Odile Defraye             | Marcel Buysse          |
| 1910                      | Odile Defraye           | Léon Buysse               | Henri Van Lerberghe    |
| 1911                      | Léon Buysse             | Aloïs Persijn             | Alfons Brutin          |
| 1912                      | Abel De Vogelaere       | Léon Buysse               | Aloïs Persijn          |
| 1913                      | René Anno               | Arthur Maertens           | Achille Depauw         |
| 1914-1918 ikke arrangeret |                         |                           |                        |
| 1919                      | Jules Vanhevel          | Léon Devos                | Alfons Van Hecke       |
| 1920                      | Jules Vanhevel          | Henri Van Lerberghe       | Florent Vandenberghe   |
| 1921                      | Pierre Van De Velde     | Marcel Buysse             | Karel Govaert          |
| 1922                      | Alfons Van Hecke        | Florent Vandenberghe      | Julien Volbrecht       |
| 1923                      | Julien Volbrecht        | Pierre Van De Velde       | Theophile Van Eetvelde |
| 1924                      | Léon Devos              | Jules Matton              | Maurice De Waele       |
| 1925                      | Aimé Dossche            | Maurice De Waele          | Rémi Cant              |
| 1926                      | Henri De Jaegher        | Gustaaf Van Slembrouck    | Georges Ronsse         |
| 1927                      | Léopold-Albert Matton   | Alfred Hamerlinck         | Jan Meeuwis            |
| 1928                      | Aimé Dossche            | Lucien Buysse             | Hector Martin          |
| 1929                      | Maurice Raes            | Aimé Dossche              | Maurice De Waele       |
| 1930                      | Alfred Hamerlinck       | Leander Ghyssels          | Constant Dyzers        |
| 1931                      | Aimé Dossche            | Frans Bonduel             | Julien Vervaecke       |
| 1932                      | Gerard Desmet           | Sylvère Maes              | André Mortier          |
| 1933                      | Gerard Desmet           | Michel Van Vlockhoven     | André Mortier          |
| 1934                      | Jef Moerenhout          | Albert Billiet            | Jules Lowie            |
| 1935                      | Marcel Kint             | Jan-Jozef Horemans        | Albert Billiet         |
| 1936                      | Julien Heernaert        | Emiel Vandepitte          | Frans Bonduel          |
| 1937                      | Marcel Claeys           | Gaston Denys              | Jan Deman              |
| 1938                      | Sylvain Grysolle        | Odiel Van Den Meersschaut | Albert Beirnaert       |
| 1939-1940 ikke arrangeret |                         |                           |                        |
| 1941                      | Alberic Schotte         | Frans Bonduel             | Albert Sercu           |
| 1942                      | Robert Van Eenaeme      | Roger Cnockaert           | Albert Paepe           |
| 1943                      | Rik Van Steenbergen     | Robert Van Eenaeme        | Roger Cnockaert        |
| 1944 ikke arrangeret      |                         |                           |                        |
| 1945                      | Sylvain Grysolle        | André Pieters             | Omer Huwel             |
| 1946                      | Achiel De Backer        | Albert Sercu              | Gustave Van Overloop   |
| 1947                      | Albert Paepe            | Albert Anutchin           | Maurice Meersman       |
| 1948                      | Emmanuel Thoma          | Roger De Corte            | Louis Brusselmans      |
| 1949                      | Emiel Van der Veken     | Roger Decock              | René Janssens          |
| 1950                      | Maurice Blomme          | Arsène Rijckaert          | André Pieters          |
| 1951                      | Roger Decock            | Gerard Buyl               | André Maelbrancke      |
| 1952                      | Arsène Rijckaert        | Arthur Mommerency         | Julien Plovie          |
| 1953                      | Léon De Lathouwer       | Maurice Mollin            | Arthur Mommerency      |
| 1954                      | Alberic Schotte         | André Rosseel             | Karel De Baere         |
| 1955                      | Léon De Lathouwer       | André Noyelle             | René Mertens           |
| 1956                      | Leon Van Daele          | André Rosseel             | Wim van Est            |
| 1957                      | Leon Van Daele          | Léon De Lathouwer         | Firmin Bral            |
| 1958                      | Leon Van Daele          | Roger De Corte            | René Mertens           |
| 1959                      | Rik Van Looy            | André Noyelle             | Oswald Declercq        |
| 1960                      | Gilbert Desmet          | Jozef Mariën              | Michel Van Aerde       |
| 1961                      | Frans De Mulder         | Karel Clerckx             | Gustaaf De Smet        |
| 1962                      | André Messelis          | Romain Van Wijnsberghe    | Oswald Declercq        |
| 1963                      | Gustaaf Van Vaerenbergh | Jean-Baptiste Claes       | Frans Melckenbeeck     |
| 1964                      | Gustaaf De Smet         | Rik Van Looy              | Gilbert Maes           |
| 1965                      | Palle Lykke Jensen      | Arthur Decabooter         | Gustaaf De Smet        |
| 1966                      | Eddy Merckx             | Daniel Van Ryckeghem      | Gustaaf De Smet        |
| 1967                      | Gerard Vianen           | Eddy Van Audenaerde       | Gustaaf De Smet        |
| 1968                      | Jos Huysmans            | Eric Leman                | Rik Van Looy           |
| 1969                      | Eric De Vlaeminck       | Ronny De Witte            | Jean-Pierre Monseré    |
| 1970                      | Noël Van Clooster       | Jean-Pierre Monseré       | Herman Vrijders        |
| 1971                      | Eric Leman              | Rik Van Linden            | Willy Planckaert       |
| 1972                      | Patrick Sercu           | Eddy Merckx               | Walter Godefroot       |
| 1973                      | Herman Vrijders         | José Vanackere            | Joseph Spruyt          |
| 1974                      | Freddy Maertens         | Frans Verbeeck            | Herman Vrijders        |
| 1975                      | Jos Huysmans            | Hennie Kuiper             | José Vanackere         |
| 1976                      | Freddy Maertens         | Willy Planckaert          | Serge Vandaele         |
| 1977                      | Frans Verhaegen         | Géry Verlinden            | Willy In 't Ven        |
| 1978                      | Daniel Willems          | Géry Verlinden            | Alain Desaever         |
| 1979                      | Alfons van Katwijk      | Marc Renier               | Lieven Malfait         |
| 1980                      | Theo de Rooij           | Luc Colyn                 | Guido Van Sweevelt     |
| 1981                      | Patrick Versluys        | Frank Hoste               | Ronny Vanmarcke        |
| 1982                      | Géry Verlinden          | Hendrik Caethoven         | Jean-François Chaurin  |
| 1983                      | Patrick Devos           | Adrie van der Poel        | Luc Meersman           |
| 1984                      | Rudy Mathys             | Dirk Heirweg              | Frank Hoste            |
| 1985                      | Eddy Vanhaerens         | Claude Criquielion        | Pol Verschuere         |
| 1986                      | Frank Van De Vijver     | Herman Frison             | Allan Peiper           |
| 1987                      | Dirk Heirweg            | Dirk Demol                | Geert Decorte          |
| 1988                      | Marnix Lameire          | Edwin Bafcop              | Dirk Heirweg           |
| 1989                      | Etienne De Wilde        | Luc Van De Vel            | Herman Frison          |
| 1990                      | Hendrik Redant          | Wilfried Peeters          | Dirk Demol             |
| 1991                      | Johan Museeuw           | Peter Huyghe              | Wiebren Veenstra       |
| 1992                      | Rik Van Slycke          | Michel Vanhaecke          | Hendrik Redant         |
| 1993                      | Sammie Moreels          | Andrei Tchmil             | Johan Museeuw          |
| 1994                      | Jelle Nijdam            | Hendrik Redant            | Danny Nelissen         |
| 1995                      | Johan Museeuw           | Hans De Clercq            | Wilfried Peeters       |
| 1996                      | Niko Eeckhout           | Johan Verstrepen          | Peter Verbeken         |
| 1997                      | Peter Van Petegem       | Tom Steels                | Michael van der Wolf   |
| 1998                      | Niko Eeckhout           | Hans De Clercq            | Davy Delme             |
| 1999                      | Michel Vanhaecke        | Arvis Piziks              | Steven de Jongh        |
| 2000                      | Niko Eeckhout           | John Talen                | Chris Peers            |
| 2001                      | Paul Van Hyfte          | Bjørnar Vestøl            | Jean-Michel Tessier    |
| 2002                      | Jimmy Casper            | Marc Streel               | Andy Cappelle          |
| 2003                      | Baden Cooke             | Jans Koerts               | Robert Sassone         |
| 2004                      | Jimmy Casper            | Nico Mattan               | Ludovic Capelle        |
| 2005                      | Sergej Lagutin          | Andy De Smet              | Asan Bazajev           |
| 2006                      | Niko Eeckhout           | Steven de Jongh           | Danilo Hondo           |
| 2007                      | Baden Cooke             | Andy Cappelle             | Denis Flahaut          |
| 2008                      | André Greipel           | Stefan van Dijk           | Andreas Stauff         |
| 2009                      | Steven de Jongh         | Sebastian Langeveld       | Bobbie Traksel         |
| 2010                      | Leigh Howard            | Aidis Kruopis             | Tom Veelers            |
| 2011                      | Marcel Kittel           | André Greipel             | Michael Van Staeyen    |
| 2012                      | Ronan van Zandbeek      | Christopher Juul-Jensen   | Kurt Hovelijnck        |
| 2013                      | Jens Debusschere        | Baptiste Planckaert       | Michael Van Staeyen    |
| 2014                      | Arnaud Démare           | Luka Mezgec               | Jonas Vangenechten     |
| 2015                      | Michał Gołaś            | Nikolaj Trusov            | Adrian Aas Stien       |
| 2016                      | Timothy Dupont          | Fernando Gaviria          | Raymond Kreder         |
| 2017                      | Fernando Gaviria        | Dylan Groenewegen         | Jasper De Buyst        |
| 2018                      | Dylan Groenewegen       | John Degenkolb            | Jasper Stuyven         |
| 2019                      | Jannik Steimle          | Timo Roosen               | Dylan Groenewegen      |
| 2021                      | Jasper Philipsen        | Dylan Groenewegen         | Martin Laas            |
| 2022                      | Fabio Jakobsen          | Caleb Ewan                | Dylan Groenewegen      |
| 2023                      | Jasper Philipsen        | Dylan Groenewegen         | Fabio Jakobsen         |
| 2024                      | Tim Merlier             | Arvid de Kleijn           | Jasper Philipsen       |
| 2025                      |                         |                           |                        |